# Securidaca uniflora
Securidaca uniflora là một loài thực vật có hoa trong họ Polygalaceae. Loài này được Oort miêu tả khoa học đầu tiên năm 1933.